# محافظة لاو كاي
محافظة لاو كاي  ( بالفيتنامية : Lào Cai ) هي إحدى محافظات فيتنام. وتقع في شمال شرق.

## روابط إضافية
- Lao Cai Provincial Government website (in Vietnamese)(in English)
- Ta Phin village, near Sapa نسخة محفوظة 4 أبريل 2008 على موقع واي باك مشين.(in English)
- Sapa accommodation(in English)